# Marc Hessel
Marc Hessel (* 10. Mai 1965 in Bonn) ist ein deutscher Autorennfahrer, Eventmanager und Architekt. Er fuhr unter anderem in der Deutschen Tourenwagen-Meisterschaft (DTM) und Formel 3.

## Anfänge
Marc Hessel begann seine motorsportliche Karriere wie viele andere Rennfahrer im Kart. Von dort aus ging er 1985 und 1986 in die deutsche sowie europäische Formel-Ford-F1600-Meisterschaft. Insgesamt sammelte er dort 17 Laufsiege für das Team seines Vaters Hans Hessel und verlor im Titelduell 1986 nur knapp gegen Michael Bartels. Als Belohnung für diese erfolgreiche Saison 1986 bekam er neben einem Besuch beim damaligen Lotus-F1-Piloten Ayrton Senna auch einen Platz im neu geschaffenen DTM-Juniorteam von BMW angeboten.

## DTM-Jahre 1987 und 1988
Bei Zakspeed-BMW wurde er 1987 Teamkollege des Belgiers Eric van de Poele. Schon beim zweiten DTM-Rennen gelingt Marc Hessel sein erster und einziger DTM-Laufsieg. Im belgischen Zolder fährt er von Startplatz 23 aus zum Sieg. Bei den Rennen auf dem Norisring und dem Flugplatzkurs von Wunstorf folgten zwei zweite Plätze (jeweils hinter Harald Grohs).
Auf dem Salzburgring fand das DTM-Finale 1987 statt. Vor diesem Lauf hatten neben Marc Hessel (113 Punkte) auch der Ford-Pilot Manuel Reuter (117 Punkte) und Eric van de Poele (118 Punkte) Chancen auf den Titel. Da der Belgier van de Poele aber die besseren Chancen hatte, gab man Hessel die Order Eric van de Poele im Rennen vor zu lassen. Während dieses entscheidenden Laufes erlitten van de Poele und Manuel Reuter Reifenschäden, infolge derer sie weit zurückfielen. Marc Hessel war bis kurz vor Schluss des Rennens in den Top 5 und wäre damit Meister gewesen. Auf Grund der Teamorder fuhr er aber in der letzten Runde extrem langsam, um seinen belgischen Teamkollegen passieren zu lassen. Dieser hatte allerdings so viel Rückstand, dass er trotzdem nicht an Hessel vorbeigehen konnte. Marc Hessel wurde in diesem Lauf Neunter, van de Poele Zehnter und Reuter Zwölfter. So hieß der DTM-Champion 1987: Eric van de Poele. Marc Hessel wurde mit 123 Punkten Dritter in der Endabrechnung. Offiziell wurde die Fahrweise Hessels in der letzten Runde des Rennens durch ein Missverständnis mit der Box begründet.
Für die DTM-Saison 1988 wechselte Hessel dann zum AMG-Mercedes-Team und wurde dort Teamkollege von Heiner Weiss, Thomas von Löwis und Johnny Cecotto. Hier konnte er nicht mehr an seine Leistungen aus der Vorsaison anknüpfen. Bis zu seinem letzten DTM-Rennen auf dem Nürburgring landete er nur noch in Brünn in den Top 10 und holte insgesamt 21 Punkte. Vom Norisring-Rennen an wurde er durch den Dänen Kurt Thiim ersetzt.

## Formel-3-Karriere
Schon beim Lauf auf dem Salzburgring 1988 startete Hessel, wie schon zu Formel-Ford-Zeiten, für das Team seines Vaters Hessel-Motorsport in der Formel 3. Er landete am Saisonende mit 9 Punkten auf Platz 30 und blieb auch 1989 dem Team seines Vaters treu. Nachdem er die Saison auf dem vierzehnten Rang beendet hatte, wechselte er wieder das Team. 1990 fuhr er fürs Team Schübel auf den elften Platz in der Gesamtwertung. 1991 folgte seine erfolgreichste Saison mit dem Mönninghoff-Sport-Promotion-Team. 1 Sieg und 3 weitere Podiumsplatzierungen bedeuteten für ihn den dritten Rang in der Meisterschaft. Am Ende dieser Saison fuhr er noch beim F3-Grand-Prix von Macau auf die 19. Position. 1992 wurde seine vorerst letzte Saison, als er für das RSM-Marko-Team fuhr. Hierbei gelang ihm aber nur ein einziger Punkt.

## Rückkehr zu den Tourenwagen
1997 fuhr er neben einem Lauf zur holländischen Tourenwagen-Meisterschaft auch die komplette DTC-Saison für Brinkmann-BMW. In dieser Meisterschaft fuhr er auf Rang 5 und holte sich beim Siegerland-Preis den Sieg.
2002 gab er nochmal ein Gastspiel beim 24-Stunden-Rennen auf dem Nürburgring. Zusammen mit Mirko Struck und Klaus Panchyrz wurde er auf einem BMW E36 Gesamtzwölfter.

## Andere Aktivitäten
Marc Hessel ist Architekt mit abgeschlossenem Studium und war unter anderem für Hermann Tilke als Berater für die Neu- bzw. Umbauten der Rennstrecken von Sepang, Estoril, Sachsen-, A1- und Nürburgring tätig. Des Weiteren arbeitet er für BMW als Produkttrainer und gründete zusammen mit ehemaligen Fahrerkollegen wie Harald Grohs und Leopold Prinz von Bayern die Eventagentur „Automotive Consult“ mit Sitz in München.